# 騶虞

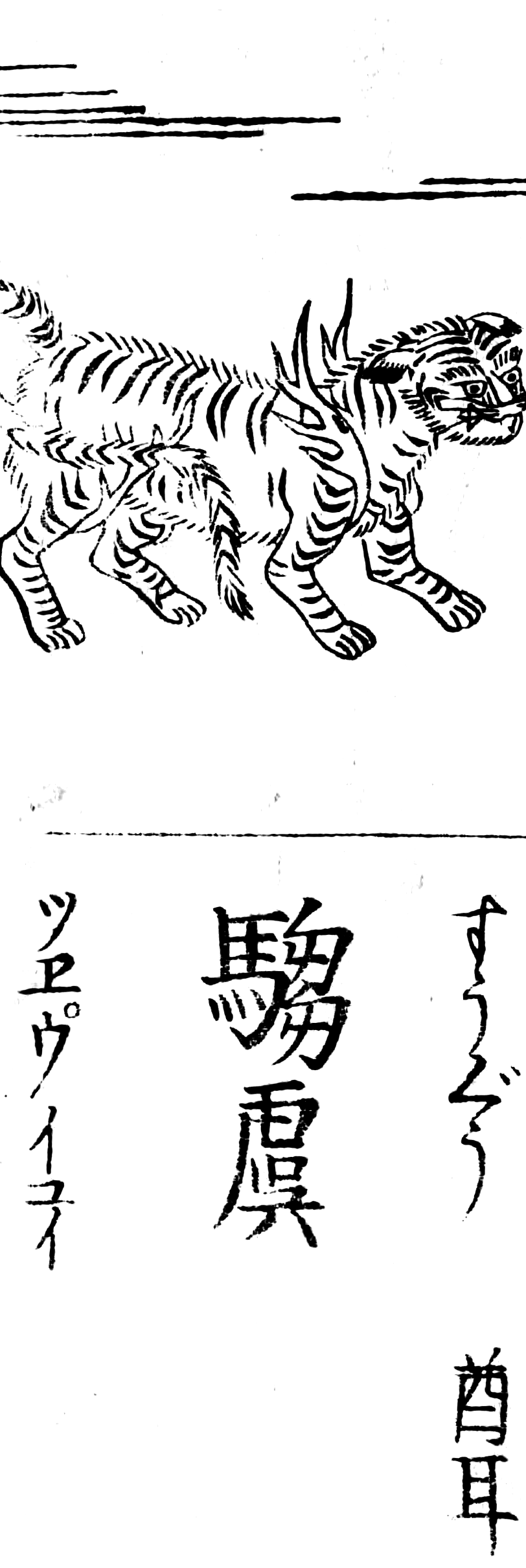
騶虞
和漢三才図会(1712年)

騶虞（すうぐ）とは古代中国の伝説上の生き物。騶吾（すうご）とも。品格を持った仁徳を示す瑞獣とされ仁獣と称される。

## 概要
中国の文献では一般的に騶虞は、仁徳をもった君主が現れたときに姿を見せる瑞獣として描かれている。姿は虎のようだが性質穏健で獣を捕食しない。『説文解字』では尾が体よりも長く、黒い斑点を持つ色の白い虎のようなかたちをしていると描写されている。『山海経』の「海内北経」に記載されている騶吾は騶虞とおなじものであると見られており、「騶虞」という表記で記されている文献もある。騶吾は体に五彩の色をそなえた虎のような大きさの獣で、尾が体よりも長いとされる。
中国の『三才図会』には、周の文王の時代に姿を現わしたという伝承が記されている。明の永楽帝の時代には、開封で捕らえられた騶虞が皇帝に贈られたという記録がある。また山東での目撃談もあったという。この目撃談は黄河の水が澄んだことや、ベンガル地方まで派遣された鄭和艦隊の分遣隊がキリンを持ち帰ったことなどと併せて瑞祥とされた。
騶虞の語が登場する最古の例は『周礼』の「春官」である。また『詩経』に収められた一篇「騶虞」の題およびその一節などもあるが、ここで述べられている騶虞とは狩猟に関することを司る役人の職名（騶人・虞人）で、仁獣としての存在を意味しているかどうかは疑わしいと魯詩学派（漢の時代に出た『詩経』の解釈学派のひとつ）では説かれていた。

### 食事
仁獣である証しとして、肉として食べるのは自然と死んだ獣のみで、生活をしている獣を狩り捕って食べることはないとされている。また、草木などに対しても同様で必用以上に踏み荒らして移動をすることをしないという。同様に獣を捕食しないとされる中国に伝わる霊獣には酋耳（しゅうじ）というものもある。

## 騶虞とジャイアントパンダ
オランダの中国学者ヤン・ユリウス・ローデウェイク・ドイフェンダックは、白い体に黒い模様をもつという記述から永楽帝に贈られたという騶虞はジャイアントパンダではなかったかと1930年代に主張している。日本ではあまりとりあげられていないが、欧米などでは彼の主張に追随して現在の著述家のなかにも騶虞はもともとジャイアントパンダを指していたものではないかと考える者がいる。